# شهرستان کرول (ایلینوی)
شهرستان کرول، ایلینوی (به انگلیسی: Carroll County, Illinois) یک سکونتگاه مسکونی در ایالات متحده آمریکا است که در ایلینوی واقع شده‌است.

## نگارخانه

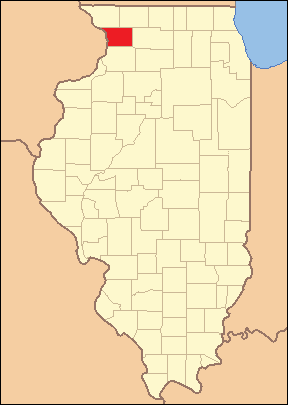